# Rekarne landsfiskalsdistrikt
Rekarne landsfiskalsdistrikt var 1952–1964 ett landsfiskalsdistrikt i Södermanlands län, bildat när Sveriges nya indelning i landsfiskalsdistrikt trädde i kraft den 1 januari 1952 (enligt kungörelsen 1 juni 1951). Distriktet skapades genom sammanslagning av de tidigare landsfiskalsdistrikten Västerrekarne och Österrekarne. Den 1 januari 1965 avskaffades i Sverige samtliga landsfiskaler och landsfiskalsdistrikt, och deras arbetsuppgifter delades upp på de nyskapade indelningarna polisdistrikt, åklagardistrikt och kronofogdedistrikt.
Landsfiskalsdistriktet låg under länsstyrelsen i Södermanlands län.

## Ingående områden

### Från 1 januari 1952
- Husby-Rekarne landskommun
- Hällby landskommun
- Kafjärdens landskommun
- Torshälla stad
- Västra Rekarne landskommun
- Ärla landskommun